# István Szőts
Dans le nom hongrois Szőts István, le nom de famille précède le prénom, mais cet article utilise l’ordre habituel en français István Szőts, où le prénom précède le nom.
István Szőts est un cinéaste hongrois né le 30 juin 1912 à Szentgyörgyválya (aujourd'hui, Valea Sangeorgiului en Roumanie) et décédé le 5 novembre 1998 à Vienne (Autriche).

## Biographie
István Szőts est un des pionniers du cinéma hongrois. Originaire de Transylvanie, il  demeure coutumièrement attaché à son patrimoine culturel et folklorique. Il y puise l'inspiration de son premier long métrage, Les Hommes de la montagne (Emberék a havason) en 1942. Ce film à la fois audacieux et singulier, dans le contexte du cinéma hongrois de l'époque, décrit les réalités et les difficultés de la paysannerie magyar avec beaucoup de réalisme. Primé au Festival de Venise, salué par la critique italienne, Les Hommes de la montagne ne permet pourtant pas à Szöts de poursuivre son travail créateur. Ses projets sont refusés par la censure horthyste ou interrompus par la guerre.
Au lendemain de la Seconde Guerre mondiale, Szöts, précurseur, échafaude dans un ouvrage, paru en avril 1945, les bases de ce que pourrait devenir une cinématographie hongroise rénovée : il préconise la création d'une école de cinéma, celle d'un studio expérimental pour débutants, la fondation d'une cinémathèque et l'animation de ciné-clubs. Enfin, il recommande un recours plus systématique aux tournages en extérieurs et souhaite l'implication financière des organismes étatiques dans la promotion du cinéma en tant qu'art. (István Szőts, Appel en faveur du cinéma hongrois)
Mais alors qu'il pourrait contribuer au renouveau du cinéma hongrois, Szöts est à nouveau entravé dans son processus créateur. Son film La Chanson des champs de blé (1947), inspiré d'un roman de F. Morà, « hymne à la vie et à la terre nourricière, fécondée par le labeur » (Ph. Haudiquet), est interdit par les autorités communistes. Celles-ci, à partir de 1948, s'engagent dans une politique de collectivisation autoritaire des sols et ne veulent surtout pas que l'on exalte, à l'écran, l'amour du paysan hongrois pour sa terre. Comme à l'époque de Horthy, mais pour d'autres motifs idéologiques, Szöts est à nouveau condamné au silence. Ce qui ne l'empêche nullement de travailler : de 1952 à 1955, il sillonne le pays en compagnie de l'ethnologue Anna Raffay, enregistrant en 16 mm. vingt-sept précieux documents sur les coutumes traditionnelles, dont le magnifique court métrage Des pierres, des châteaux, des hommes (Kővék, vàrak, emberék) en 1955, consacré au village de Hollókó et illustré musicalement par son célèbre compatriote László Lajtha. 
Après l'écrasement de l'insurrection de Budapest en 1956, Szöts s'installera en Autriche où il tournera encore quelques courts métrages.
« En dehors de Hortobágy de George Hoellering (1936), demeuré sans postérité, l'œuvre de Szöts est la première à révéler avec autant de force et de sentiment le vrai visage du paysan hongrois et de sa terre. » (Philippe Haudiquet, in Dictionnaire du cinéma, Éditions Larousse)